# Puntius lanaoensis
Puntius lanaoensis е вид лъчеперка от семейство Шаранови (Cyprinidae). Видът е критично застрашен от изчезване.